# Бундели
Бундели (дев.  बुन्देली или बुंदेली, другое название бунделкханди) — индоарийский язык, часто считающийся диалектом хинди. Оценки общего числа носителей варьируются от 644 000 до 20 000 000 человек. Носители бундели населяют область Бунделкханд штата Мадхья-Прадеш, а также штат Уттар-Прадеш. В Уттар-Прадеш на бундели говорят в следующих округах:
- Джабалпур
- Джханси
- Лалитпур
- Хамипур
- Банда
- Джалаун
- Махоба
- Хамирпур
- Читракут
- Сагар
- Дамох
- Панна
- Чхантарпур
- Гуна
- Видиша
- Датия

Бундели родственен языку брадж бхакха, литературному языку северной Индии до XIX века. На самом бундели в средние века была создана значительная эпическая поэзия.